# Бёзель, Доминик
Доминик Бёзель (нем. Dominic Bösel; род. 24 октября 1989, Наумбург, Саксония-Анхальт, Германия) — немецкий боксёр-профессионал, выступающий в полутяжёлой весовой категории.
Среди профессионалов действующий чемпион мира по версии IBO (2021—н. в.), 2019—2020), и бывший временный чемпион мира по версии WBA (2019—2020), чемпион по версиям WBA Continental (2016—2018), WBO Inter-Continental (2014—2017), IBF Inter-Continental (2017) и чемпион Европы по версии EBU (2018—2020) в полутяжёлом весе.
В 2019—2020 годах в рейтинге WBA занимал 1-ю позицию, и в 2016—2017 годах в рейтинге WBO занимал 1-ю позицию — сразу за чемпионом мира Сергеем Ковалёвым.

## Профессиональная карьера
Профессиональную карьеру боксёра Доминик начал в ноябре 2010 года.
28 марта 2014 года состоялся бой Доминика Бёзеля в Потсдаме (Германия) за вакантный титул чемпиона по версии WBO Inter-Continental в полутяжёлом весе с кубинским боксёром Мигелем Велосо (17-1-2), которого Бёзель победил раздельным решением судей (95-93, 94-94, 95-93) и завоевал титул.
23 января 2016 года состоялся бой Доминика Бёзеля с опытным венгерским боксёром Балажем Келеменом (24-1-0), которого Бёзель победил единогласным решением судей и завоевал титул чемпиона по версии WBA Continental в полутяжёлом весе.
30 апреля 2016 года Доминик Бёзель провёл защиту своих чемпионских поясов от притязаний небитого соотечественника Дениса Либау (18-0, 18 KO). Либау в этом поединке постоянно шёл вперед, но Бёзель за счёт лучшей техники и мастерства справлялся с атаками экс-кикбоксера, а в 11-м раунде и вовсе три раза отправил Либау в нокдаун, чем вынудил рефери остановить бой.

## Статистика профессиональных боёв
В таблице перечислены результаты всех поединков боксёров.
В каждой строке указан результат поединка. Дополнительно номер поединка обозначен цветом, который обозначает итог поединка. Расшифровка обозначений и цветов представлена в нижеследующей таблице.
| Пример | Расшифровка                     |
| ------ | ------------------------------- |
|        | Победа                          |
|        | Ничья                           |
|        | Поражение                       |
|        | Планируемый поединок            |
|        | Поединок признан несостоявшимся |
| КО     | Нокаут                          |
| ТКО    | Технический нокаут              |
| PTS    | Решение судей (по очкам)        |
| UD     | Единогласное решение судей      |
| MD     | Решение большинства судей       |
| SD     | Раздельное решение судей        |
| RTD    | Отказ от продолжения боя        |
| DQ     | Дисквалификация                 |
| NC     | Поединок признан несостоявшимся |

| 35 поединков, 32 победы (12 нокаутом), 3 поражения. | 35 поединков, 32 победы (12 нокаутом), 3 поражения. | 35 поединков, 32 победы (12 нокаутом), 3 поражения. | 35 поединков, 32 победы (12 нокаутом), 3 поражения. | 35 поединков, 32 победы (12 нокаутом), 3 поражения.  | 35 поединков, 32 победы (12 нокаутом), 3 поражения. | 35 поединков, 32 победы (12 нокаутом), 3 поражения. | 35 поединков, 32 победы (12 нокаутом), 3 поражения. |
| Бой                                                 | Рекорд                                              | Дата боя                                            | Соперник                                            | Место проведения боя                                 | Раундов, время                                      | Дополнительно |                                                     |
| --------------------------------------------------- | --------------------------------------------------- | --------------------------------------------------- | --------------------------------------------------- | ---------------------------------------------------- | --------------------------------------------------- | --- | --------------------------------------------------- |
| 35                                                  | 32-3                                                | 14 мая 2022                                         | Хильберто Рамирес (43-0)                            | Toyota Arena, Онтэрио, Калифорния, США               | KO 4 (12), 1:33                                     | |                                                     |
| 34                                                  | 32-2                                                | 9 октября 2021                                      | Робин Красники (2) (51-6)                           | GETEC Arena, Магдебург, Саксония-Анхальт, Германия   | SD 12 (12)                                          | Счёт: 116-112, 115-114, 114-115. Завоевал титул чемпиона мира по версии IBO (1-я защита Красники) в полутяжёлом весе.                                                                                       |                                                     |
| 33                                                  | 31-2                                                | 22 мая 2021                                         | Ондрей Будера (14-20-1)                             | Campus Sava, Птуй, Словения                          | SD 8 (8)                                            | Счёт: 80-73, 77-76, 76-78. |                                                     |
| 32                                                  | 30-2                                                | 10 октября 2020                                     | Робин Красники (50-6)                               | GETEC Arena, Магдебург, Саксония-Анхальт, Германия   | KO 3 (12), 2:25                                     | Потерял титул чемпиона мира по версиям WBA (временный) и IBO (1-я защита Бёзеля) в полутяжёлом весе. |                                                     |
| 31                                                  | 30-1                                                | 16 ноября 2019                                      | Свен Форнлинг (15-1)                                | Halle Messe Arena, Галле, Саксония-Анхальт, Германия | TKO 11 (12), 1:12                                   | Завоевал титул чемпиона мира по версиям WBA (временный) и IBO (1-я защита Форнлинга) в полутяжёлом весе. |                                                     |
| 30                                                  | 29-1                                                | 13 апреля 2019                                      | Тими Шала (2) (23-2-1)                              | Erdgas Arena, Галле, Саксония-Анхальт, Германия      | TKO 8 (12), 0:36                                    | Защитил титул чемпиона Европы по версии EBU (2-я защита Бёзеля). |                                                     |
| 29                                                  | 28-1                                                | 27 октября 2018                                     | Энрико Кёллинг (26-2)                               | Вайсенфельс, Саксония-Анхальт, Германия              | UD (12)                                             | Защитил титул чемпиона Европы по версии EBU (1-я защита Бёзеля). Счёт: 118-111, 116-113, 115-113. |                                                     |
| 28                                                  | 27-1                                                | 3 марта 2018                                        | Сергей Демченко (18-11-1)                           | Вайсенфельс, Саксония-Анхальт, Германия              | UD (12)                                             | Завоевал вакантный титул чемпиона Европы по версии EBU. Счёт: 118-110, 116-112 (дважды). |                                                     |
| 27                                                  | 26-1                                                | 30 сентября 2017                                    | Алис Сижарич (14-3)                                 | Магдебург, Саксония-Анхальт, Германия                | UD (10)                                             | Счёт: 100-90, 98-92 и 99-91. |                                                     |
| 26                                                  | 25-1                                                | 17 сентября 2017                                    | Роберт Блазо (13-29-2)                              | Усти-над-Лабем, Чехия                                | RTD 2 (8), 3:00                                     | |                                                     |
| 25                                                  | 24-1                                                | 1 июля 2017                                         | Каро Мурат (30-3-1)                                 | Дрезден, Саксония, Германия                          | TKO 11 (12), 2:26                                   | Бой за вакантный титул чемпиона Европы EBU в полутяжёлом весе. |                                                     |
| 24                                                  | 24-0                                                | 18 марта 2017                                       | Сами Энбом (14-0)                                   | Лейпциг, Саксония, Германия                          | TKO 6 (12)                                          | Завоевал вакантный титул чемпиона по версии IBF Inter-Continental, и защитил титулы чемпиона по версиям WBO Inter-Continental (9-я защита Бёзеля) и WBA Continental (3-я защита Бёзеля) в полутяжёлом весе. |                                                     |
| 23                                                  | 23-0                                                | 17 сентября 2016                                    | Тони Аверлант (24-8-2)                              | Вайсенфельс, Саксония-Анхальт, Германия              | UD (12)                                             | Защитил титулы чемпиона по версиям WBO Inter-Continental (8-я защита Бёзеля) и WBA Continental (2-я защита Бёзеля) в полутяжёлом весе. Счёт: 117-111, 118-111, 116-112.                                     |                                                     |
| 22                                                  | 22-0                                                | 30 апреля 2016                                      | Дэнис Либау (19-0)                                  | Шпергау, Саксония-Анхальт, Германия                  | TKO 11 (12)                                         | Защитил титулы чемпиона по версиям WBO Inter-Continental (7-я защита Бёзеля) и WBA Continental (1-я защита Бёзеля) в полутяжёлом весе.                                                                      |                                                     |
| 21                                                  | 21-0                                                | 23 января 2016                                      | Балаж Келемен (24-1)                                | Галле, Саксония-Анхальт, Германия                    | UD (12)                                             | Завоевал вакантный титул чемпиона по версии WBA Continental и защитил титул чемпиона по версии WBO Inter-Continental (6-я защита Бёзеля) в полутяжёлом весе. Счёт: 120-107, 119-108 и 118-109.              |                                                     |
| 20                                                  | 20-0                                                | 19 сентября 2015                                    | Максимилиано Хорхе Гомес (18-4)                     | Лейпциг, Саксония, Германия                          | RTD 8 (12)                                          | Защитил титул чемпиона по версии WBO Inter-Continental в полутяжёлом весе (5-я защита Бёзеля). |                                                     |
| 19                                                  | 19-0                                                | 2 мая 2015                                          | Норберт Дабровски (17-2)                            | Йена, Тюрингия, Германия                             | UD (12)                                             | Защитил титул чемпиона по версии WBO Inter-Continental в полутяжёлом весе (4-я защита Бёзеля). |                                                     |
| 18                                                  | 18-0                                                | 7 марта 2015                                        | Тими Шала (19-0-1)                                  | Магдебург, Саксония-Анхальт, Германия                | UD (10)                                             | Защитил титул чемпиона по версии WBO Inter-Continental в полутяжёлом весе (3-я защита Бёзеля). |                                                     |
| 17                                                  | 17-0                                                | 20 декабря 2014                                     | Мохамед Мерах (12-1-3)                              | Мюнхен, Бавария, Германия                            | TKO 2 (10)                                          | Защитил титул чемпиона по версии WBO Inter-Continental в полутяжёлом весе (2-я защита Бёзеля). |                                                     |
| 16                                                  | 16-0                                                | 26 июля 2014                                        | Даниэль Реги (22-9)                                 | Дессау, Саксония-Анхальт, Германия                   | UD (10)                                             | Защитил титул чемпиона по версии WBO Inter-Continental в полутяжёлом весе (1-я защита Бёзеля). |                                                     |
| 15                                                  | 15-0                                                | 28 марта 2014                                       | Мигель Велосо (17-1-2)                              | Потсдам, Бранденбург, Германия                       | MD (10)                                             | Завоевал вакантный титул чемпиона по версии WBO Inter-Continental в полутяжёлом весе. Счёт: 95-93, 94-94, 95-93.                                                                                            |                                                     |
| 14                                                  | 14-0                                                | 26 января 2014                                      | Аттила Тибор Наги (8-12)                            | Штурово, Словакия                                    | TKO 1 (8)                                           | |                                                     |